# داوید اوگروتنیک
داوید اوگروتنیک (لهستانی: Dawid Ogrodnik؛ زادهٔ ۲۸ مهٔ ۱۹۸۶) بازیگر اهل لهستان است.
از فیلم‌هایی که وی در آن نقش داشته‌است، می‌توان به تو خدایی، تمام ترس‌های ما، قانون حقیقی، ایدا، لجن‌زار و خانواده واپسین اشاره کرد.